# Smerinthus kuangtungensis
Smerinthus kuangtungensis är en fjärilsart som beskrevs av Clayton Dissinger Mell 1922. Smerinthus kuangtungensis ingår i släktet Smerinthus och familjen svärmare. Inga underarter finns listade i Catalogue of Life.